# جبن منمق
أنثوتيرو (Anthotyros) (باليونانية: Ανθότυρος)‏ هو جبن طازج تقليدي. مشابه للميزيثرا. يُصنع الجبن منمق من الحليب ومصل اللبن من الأغنام أو الماعز، أحيانًا في تركيبة. عادة ما تكون نسبة الحليب إلى مصل اللبن 9 إلى 1. عادة ما يكون مخروطًا مقطوعًا، ولكن عند شحنه في حاويات قد يتفتت ويتلف، حيث يتم التخلص منه. قد يكون غير مبستر، حيث يسمح القانون بذلك.

## طريقة التصنيع
يُغلى الحليب على درجة حرارة معتدلة لمدة عشر دقائق ثم يُضاف إليه المنفحة والملح أثناء العجن. يُترك المزيج في خزانات كبيرة مسطحة «ضحلة» ينتج عنها مزيج منزوع الدسم جزئيًا. في اليوم التالي، يضاف الملح إلى المزيج ثم يُسكب في سلة مع قماش رقيق شفاف يدعى التول ويترك حتى يصفى. يضاف الملح كل يوم لمدة ثلاثة إلى أربعة أيام أخرى. في هذه المرحلة، لا يزال الجبن طازجًا ولكنه أقل طراوة. إذا تُركت لتنضج، غالبًا ما يضاف الملح الكثيف لتغطية السطح الخارجي.

## الأصناف
الصنف الطازج : يكون جاف، أبيض، ناعم أو متوسط الصلابة، مع طعم حلو، كريمي، بدون قشر ولا ملح. يمكن تناوله على الفطور مع العسل والفاكهة ، أو في الأطباق المالحة بالزيت والطماطم والأعشاب البرية.
النوع الجاف: يكون صلب وجاف وأبيض ومالح؛ يمكن أن يكون لها رائحة قوية تشبه خمرة شيري. يمكن أن تؤكل مع السباغيتي أو السلطات.

## أماكن تواجد أنثوتيروس
يتم إنتاج انثوتيروس أو الجبنة المنمقة في اليونان، عادة في تراقيا ومقدونيا والجزر الأيونية وكريت.

## اقرأ أيضا
قائمة أنواع الجبن - ويكيبيديا (wikipedia.org)
مطبخ يوناني - ويكيبيديا (wikipedia.org)